# Talbot-Lago Baby 15CV e 17CV
La Baby 15CV e la Baby 17CV erano due autovetture di fascia alta prodotte tra il 1936 e il 1954 dalla Casa automobilistica anglo-francese Talbot.

## Profilo e storia
Erede della Talbot 105, la Baby 17CV fu una delle prime Talbot prodotte sotto la gestione francese di Anthony Lago, e note a tutti come Talbot-Lago.

Il nome Baby non deve trarre in inganno: la Baby 17CV era una grossa vettura di lusso con carrozzeria coach e un grosso motore a 6 cilindri da 2996 cm³ in grado di erogare 90 CV di potenza massima. La velocità massima era di 130 km/h.

Le sospensioni prevedevano ruote indipendenti all'avantreno e assale rigido al retrotreno.

Il cambio era manuale a 4 marce e la trazione era posteriore.

Lo scoppio della Seconda guerra mondiale interruppe la produzione della Baby, che però riprese nel 1951 con la nuova serie, denominata Baby 15CV e caratterizzata da una carrozzeria berlina, in contrasto con lo spirito sportivo della serie precedente e del marchio stesso. La nuova serie era disponibile con due motori, entrambi da 2.7 litri (2690 e 2693 cm³) ed entrambi con 110 CV di potenza massima. La differenza stava nel frazionamento: uno era a 4 cilindri e l'altro a 6.

La seconda serie della Baby fu prodotta fino al 1954 e fu l'ultima berlina prodotta dalla Talbot-Lago.

Dopodiché il marchio fu estinto dalla gestione Chrysler e le berline successive sarebbero appartenute già alla gestione PSA.